# Gornja Mlinoga
Gornja Mlinoga is een plaats in de gemeente Petrinja in de Kroatische provincie Sisak-Moslavina. De plaats telt 45 inwoners (2001).